# Union Grove (Texas)
Union Grove è una città degli Stati Uniti d'America, situata nello Stato del Texas, nella Contea di Upshur.